# Сареєво
Саре́єво (рос. Сереево, чув. Саръял) — присілок у Чувашії Російської Федерації, у складі Персірланського сільського поселення Ядринського району.
Населення — 260 осіб (2010; 304 в 2002, 495 в 1979, 827 в 1939, 726 в 1926, 573 в 1897, 315 в 1858, 137 в 1795). Національний склад — чуваші та росіяни.

## Історія
Історичні назви — Сарева, Сарьял. До 1866 року селяни мали статус державних, займались землеробством, тваринництвом. 3 лютого 1885 року відкрито церковнопарафіяльну школу, у 1920-ті роки — початкова школа. На початку 20 століття діяли магазин. різні майстерні, у 1930-ті роки — консервний завод. 26 травня 1926 року створено кооператив «Çĕнĕ пурнăç», 1930 року — колгосп «Сара». До 1927 року присілок входив до складу Балдаєвської волості Ядринського повіту, з переходом на райони 1927 року — у складі Ядринського району.

## Господарство
У присілку працюють фельдшерсько-акушерський пункт, клуб, бібліотека, спортивний майданчик та магазин.